# Mikołaj (Juryk)
Mikołaj, imię świeckie: Jewhen Juryk, ros. Евгений Николаевич Юрик (ur. 6 grudnia 1910 w Korostowie, zm. 1 października 1984 we Lwowie) – ukraiński biskup prawosławny.

## Życiorys
Urodził się w rodzinie duchownego, jego ojciec Mykoła Juryk był księdzem greckokatolickim. Po ukończeniu gimnazjum klasycznego rozpoczął studia medyczne w Poznaniu, jednak z powodu powołania do kapłaństwa przerwał je i wstąpił do greckokatolickiego seminarium we Lwowie. Po jej ukończeniu został wyświęcony na kapłana przez biskupa stanisławowskiego Iwana Łatyszewśkiego, jako celibatariusz, po czym objął parafię w Hańkowcach. Następnie służył w parafiach w Woskresencach, Korniczu, Czernowcach i Probiżnej. W 1946 został proboszczem parafii św. Mikołaja we Lwowie. Po pseudosoborze lwowskim, gdy Kościół katolicki obrządku bizantyjsko-ukraińskiego został administracyjnie zlikwidowany w ZSRR, ks. Juryk przyjął jego postanowienia i od tej pory był duchownym Rosyjskiego Kościoła Prawosławnego, osobiście angażując się w umacnianie prawosławia na ziemi lwowskiej. Od 1955 był proboszczem parafii Przemienienia Pańskiego we Lwowie.
19 października 1965 złożył wieczyste śluby mnisze, zaś dwa dni później otrzymał godność archimandryty. 31 października 1965 miała miejsce jego chirotonia na biskupa lwowskiego i tarnopolskiego, w której w charakterze konsekratorów wzięli udział patriarcha moskiewski i całej Rusi Aleksy I, metropolici kruticki i kołomieński Pimen, leningradzki i ładoski Nikodem oraz arcybiskup talliński i estoński, przyszły patriarcha moskiewski Aleksy II. Rok później otrzymał godność arcybiskupią.
Uczestniczył w ruchu ekumenicznym, ruchu chrześcijan na rzecz pokoju i w pracach Światowej Rady Kościołów.
W 1971 został podniesiony do godności metropolity. Urząd ordynariusza eparchii lwowskiej sprawował do 1983, gdy z powodu znacznego pogorszenia stanu zdrowia na własną prośbę odszedł w stan spoczynku. Zmarł w 1984 po kilkumiesięcznej chorobie. Został pochowany w grobie rodzinnym na cmentarzu Janowskim we Lwowie.